# Diagramma di Sankey

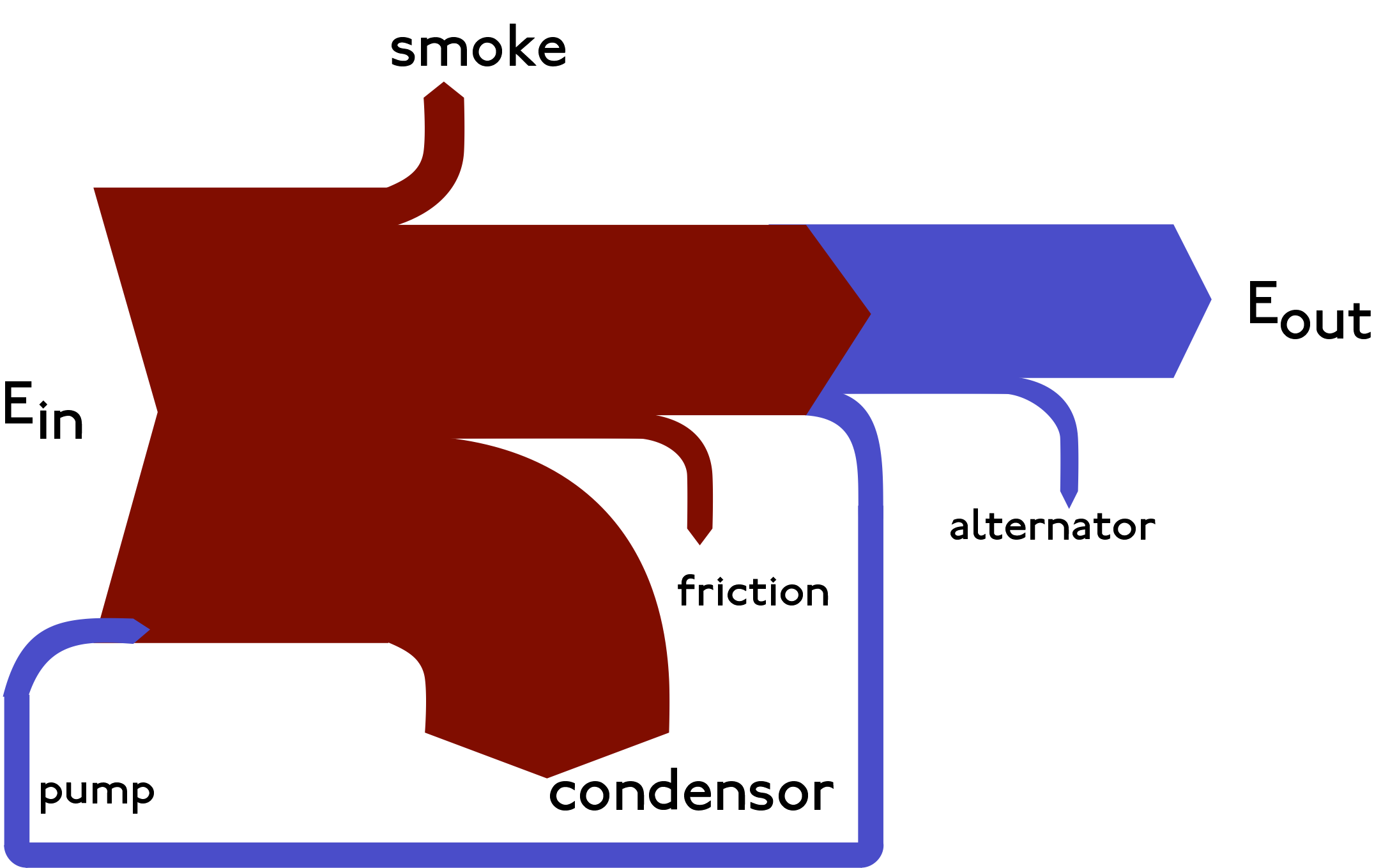
Esempio di diagramma di Sankey

Il diagramma di Sankey è un particolare tipo di diagramma di flusso in cui l'ampiezza delle frecce è disegnata in maniera proporzionale alla quantità di flusso.
Esso è usualmente utilizzato per indicare trasferimenti di energia, materiali, costi o dati in un processo.
I diagrammi di Sankey accentuano visivamente i grandi trasferimenti o flussi all'interno di un sistema: sono perciò utili per individuare i contributi dominanti in un flusso complessivo. Spesso i diagrammi di Sankey mostrano quantità conservate.

## Storia

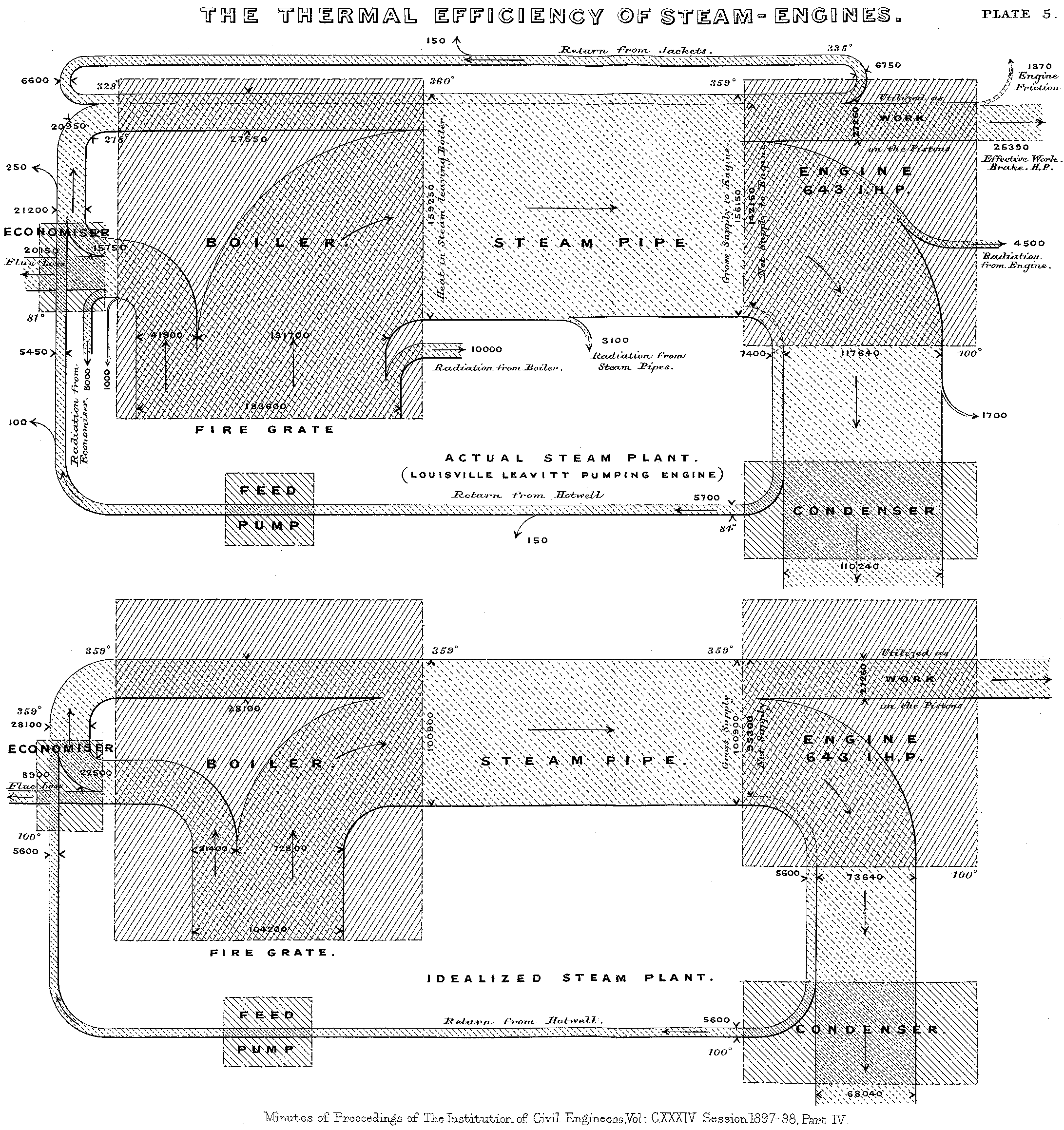
Diagramma originale del 1898 utilizzato da Sankey per mostrare l'efficienza energetica di un motore a vapore

Diagrammi di Sankey prendono dal nome del capitano irlandese Matthew Henry Phineas Riall Sankey, che per primo usò questo tipo di schema nel 1898 in una figura classica (vedi riquadro a destra) che mostra l'efficienza energetica di un motore a vapore. Mentre i primi schemi in bianco e nero furono utilizzati per visualizzare solo un tipo di flusso (per esempio quello del vapore), con l'utilizzo di più colori per diversi tipi di flussi si sono aggiunti più gradi di libertà nei diagrammi di Sankey.
Uno dei più famosi schemi di Sankey fu quello creato da Charles Minard per rappresentare la mappa della campagna di Russia di Napoleone Bonaparte del 1812: si tratta di una mappa di flusso sovrapposta a un diagramma Sankey su una carta geografica. Essa fu creata nel 1869, precedendo in qualche modo il perfezionamento di Sankey che realizzò il primo diagramma solo nel 1898.

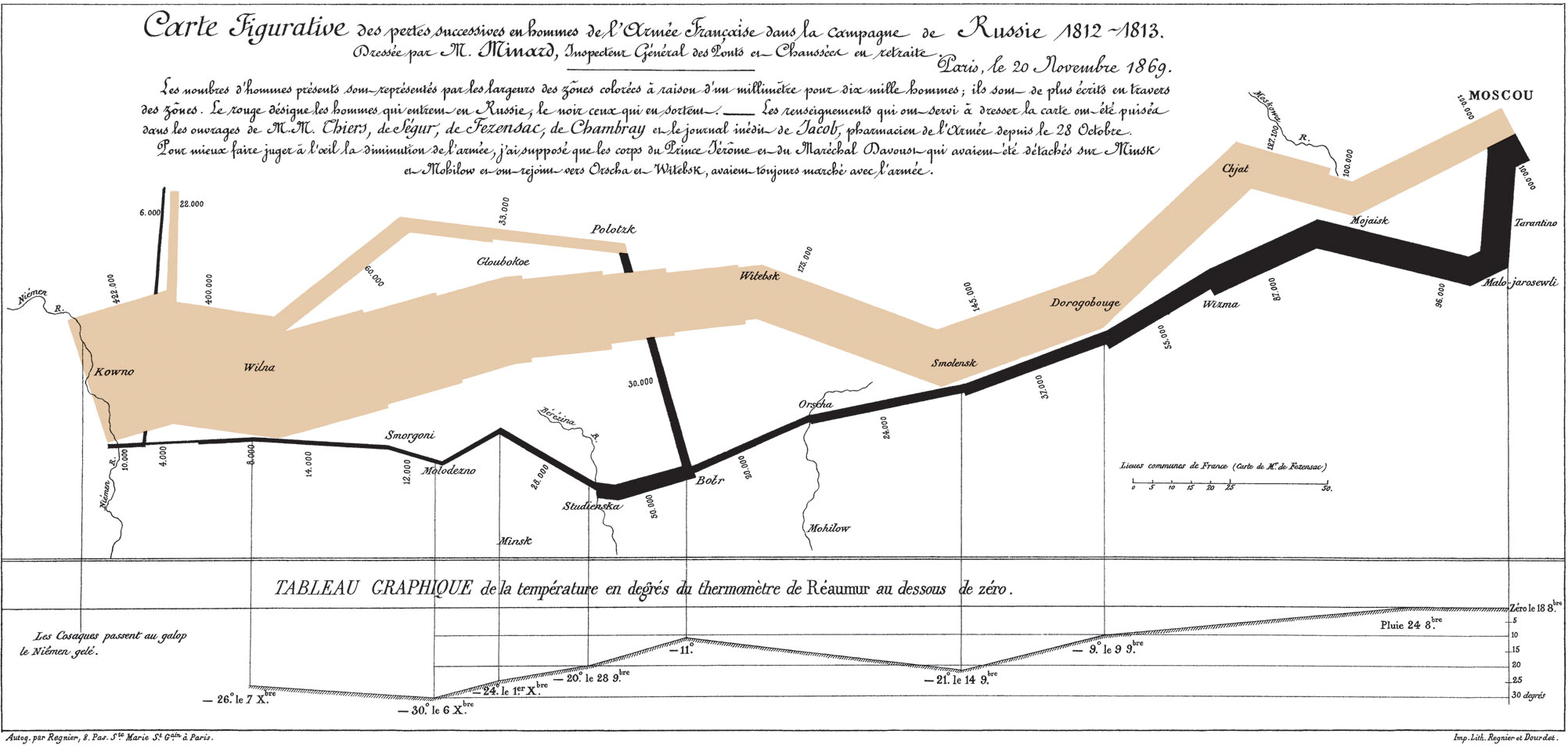
Mappa di Charles Minard sulla disastrosa campagna di Russia del 1812. Il grafico si distingue per la sua rappresentazione in due dimensioni di sei tipi di dato: il numero delle truppe di Napoleone; distanza; temperatura; latitudine e longitudine; direzione del viaggio; luoghi e relative date